# Lang Island
Lang Island, också kallad Langøy är en ö i Antarktis. Den ligger i havet utanför Östantarktis. Australien gör anspråk på området.